# Памятник Б. Н. Ельцину (Екатеринбург)
Памятник Ельцину — монумент первому Президенту Российской Федерации, советскому партийному и российскому политическому и государственному деятелю, одному из основателей постсоветской России Борису Николаевичу Ельцину в Екатеринбурге, областном центре его малой родины и городе его многолетнего проживания и деятельности. Установлен у Ельцин-центра. Памятник неоднократно подвергался вандализму.

## Общая информация
Монумент находится на улице Бориса Ельцина в деловом квартале Екатеринбург-Сити в центре города перед конгресс-холлом Демидов-Плаза, где также размещён мемориально-информационный Президентский центр наследия Ельцина, курируемый государственным Фондом «Президентский центр Б. Н. Ельцина» и благотворительным Фондом «Уральский центр Б. Н. Ельцина» (филиалом Фонда Первого Президента России Б. Н. Ельцина).
Монумент представляет собой десятиметровой высоты беломраморную стелу-обелиск с барельефом Ельцина в полный рост на тёмно-сером постаменте на ступенях к площадке перед Демидов-Плаза. Отмечается, что образ Ельцина движением и взглядом устремлён вперёд, а мрамор и форма монумента хорошо отвечают уральскому климату.
Автор памятника — московский скульптор Георгий Франгулян, который ранее также создал надгробный монумент на могиле Ельцина.
По словам автора, «был выбран белый мрамор, а не традиционные бронза или гранит, потому что это живой, полупрозрачный материал; этот памятник — не обелиск, а глыба, глыба в движении, какой был Борис Николаевич».

## История
Памятник открыт 1 февраля 2011 года, в 80-летний юбилей со дня рождения Ельцина. Открытие происходило с участием прибывшего в Екатеринбург на юбилейные мероприятия третьего Президента России Дмитрия Медведева.
Открывая памятник, который ему понравился, Медведев отметил, что «Россия должна быть благодарна Ельцину за то, что в самый сложный период страна не свернула с пути изменений, провела серьёзные преобразования и сегодня движется вперёд».
В церемонии также приняли участие вдова Ельцина Наина Иосифовна, его родственники и друзья, представители федеральной власти, глава Свердловской области Александр Мишарин, руководители соседних регионов.
Открытие памятника вызвало протест местных коммунистов, которым городские власти отказали в проведении митинга против открытия, на что представители Союза коммунистической молодёжи подали в суд на администрацию Екатеринбурга.

## Осквернение памятника
В ночь с 23 по 24 августа 2012 года памятник был осквернён неустановленными личностями: фигура Ельцина была облита синей краской, буквы на постаменте были сбиты. Попытки отмыть памятник на месте не удались, в результате чего было принято решение о его демонтаже.
1 октября 2012 года, после проведения восстановительных работ, обновлённый памятник был возвращён на прежнее место.
7 ноября 2017 года (в день столетия Октябрьской революции) памятник пытался поджечь Игорь Щука, который за это деяние в феврале 2018 года был осуждён к 1 году исправительных работ. После приговора Щука около года скрывался, но в дальнейшем ему областной суд отменил приговор «за недостаточностью доказательств».